# Adolphe della Faille d'Huysse
Adolphe Joseph Ghislain della Faille d'Huysse (Gent, 14 januari 1798 - Huise, 31 augustus 1873) was een Belgisch volksvertegenwoordiger en burgemeester.

## Levensloop
Baron Adolphe della Faille was een zoon van senator François della Faille d'Huysse en van Marie de Rockolfing de Nazareth. Hij was een broer van volksvertegenwoordiger en senator Hippolyte della Faille d'Huysse. Hij trouwde in 1837 met Adelaïde de Kerchove de ter Elst (1807-1880). Het echtpaar bleef kinderloos. Net als zijn drie broers verkreeg hij in 1843 uitbreiding van de baronstitel voor al zijn nakomelingen.
Hij begon zijn politieke carrière in mei 1833 als katholiek volksvertegenwoordiger voor het arrondissement Gent, terwijl zijn vader er senator was. Hij verdween uit de Kamer in juni 1835, een paar weken nadat zijn vader was overleden.
In 1836 werd hij provincieraadslid voor Oost-Vlaanderen en van 1864 tot 1869 was hij voorzitter van de provincieraad.
In 1846 werd hij ook burgemeester van Huise en dit ambt bekleedde hij tot aan zijn dood.
Van 1845 tot 1849 was hij voorzitter van de Bijzondere Raad van het Sint-Vincentius a Paulogenootschap van Gent en was hij voorzitter van de eerste conferentie van het genootschap in Gent.
Hij was ook kolonel van de Burgerwacht in Kruishoutem en voorzitter van de militieraad van Oost-Vlaanderen.